# 마이크 치오다

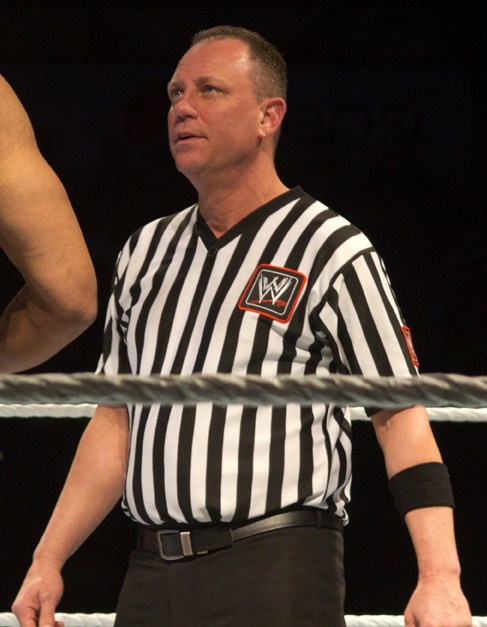

마이크 치오다(Mike Chioda, 1968년 8월 1일 ~ )는 본명은 마이클 조셉 치오다(Michael Joseph Chioda)다. 미국의 프로레슬링선수고 키는 184 cm(6 ft 0 in)에다가 몸무게는 95 kg(209 lb)이다. 피니쉬는 피플스 엘보우(런닝 딜레이 엘보우 드롭)라는 가지고 있다. 2001년 10월 4일 WWF 스맥다운에서 사용을 하기 시작을 한다. 그리고 시그니처는 바디 슬램, 점핑 파워슬램, 루테즈 프레스 멀티플 펀치, 리버스 에스티오, 런닝 빅 붓, 스냅 플로잉 디디티, 스파인버스터으로 사용을 한다. WWF 시절에는 자버로 활동을 한적도 있지만 지금은 WWE 심판을 맡고 있다.

## Professional wrestling highlights
- Finishing moves
  - People's Elbow (Running delayed elbow drop) - 2001-present
- Signature moves
  - Body slam
  - Jumping powerslam
  - Lou thesz press multiple punches
  - Reverse STO
  - Running big boot
  - Snap flowing DDT
  - Spinebuster